# Hawker Siddeley Trident
Hawker Siddeley HS 121 Trident («Трайдент», інше позначення D.H.121) — британський реактивний авіалайнер для ліній малої та середньої протяжності. Розроблено підприємством «Де Хевіленд», серійно вироблявся підприємством «Хокер-Сіддлі» в середині 1960-х — початку 1970-х. Випуск склав 117 літаків в п'яти модифікаціях. Літак був обладнаний вельми передовою для свого часу авіонікою і став першим авіалайнером, здатним виконати повністю автоматичну посадку (з 1965 року в оціночному режимі, а з 1966 — і на регулярних рейсах). Наступний лайнер («Локхід Трістар») був допущений до автоматичних посадок лише в середині 70-х років.
Основними експлуатантами літака були авіакомпанії «British European Airways», «British Airways», «CAAC», «Cyprus Airways». 
Літак був виведений з експлуатації на лініях «Бритіш Ейрвейз» на початку — середині 1980-х. У Китаї літаки «Трайдент» авіакомпанії «Ейр Чайна» експлуатувалися до 1990-х років.

## Розробка
У липні 1956 року, авіакомпанія «British European Airways» оголосила конкурс на розробку ближньо- і середньомагістрального реактивного пасажирського авіалайнера другого покоління. До літака пред'являлися такі вимоги: швидкість 975-990 км/год, пасажиромісткість 70 осіб при дальності порядку 1600 км і маса близько 46 т; літак повинен був мати можливість експлуатації з ВПП довжиною 1800 м і мати більше двох двигунів.
Прототип D.H.121, запропонований компанією «de Havilland», був обраний «British European Airways», як переможець конкурсу в лютому 1958 року. Прототип мав три двигуна (кожний зі своєю автономною гідравлічною системою), що задовольняло вимогам конкурсу, пасажиромісткість 111-140 осіб, і дальність до 3330 км.
Згодом, однак, по ряду причин (переважно маркетингового плану), замовник змінив свої вимоги в бік зменшення потрібних характеристик літака. Остаточний варіант літака отримав пасажиромісткість 75-90 осіб, дальність до 1500 км, масу 48 тонн. У такій конфігурації 24 серпня 1959, 24 перших екземпляри машини були замовлені компанією «British European Airways». Назва «Трайдент» (тризуб) було оприлюднено на авіасалоні в Фарнборо у вересня 1960 року і відображало трьохдвигунну конфігурацію літака та гідравлічну систему з потрійним резервуванням.
Наприкінці 1950-х років укрупнення та злиття провідних британських авіабудівних компаній призвело, зокрема, до поглинання «de Havilland» компанією «Hawker Siddeley». В серійному випуску літака було присвоєно позначення «Hawker Siddeley HS 121 Trident».

## Конструкція літака
Літак «Trident» був виконаний за схемою суцільнометалевого низькоплана із стріловидним (35 °) крилом, і трьома двигунами «Rolls-Royce Spey» в задній частині фюзеляжу (два з них з боків фюзеляжу, третій — в хвостовій частині з повітряним живленням від S-подібного воздуховода із заборником біля кіля). В одній з модифікацій встановлювався додатковий четвертий двигун (бустер) з окремим повітрозабірником.

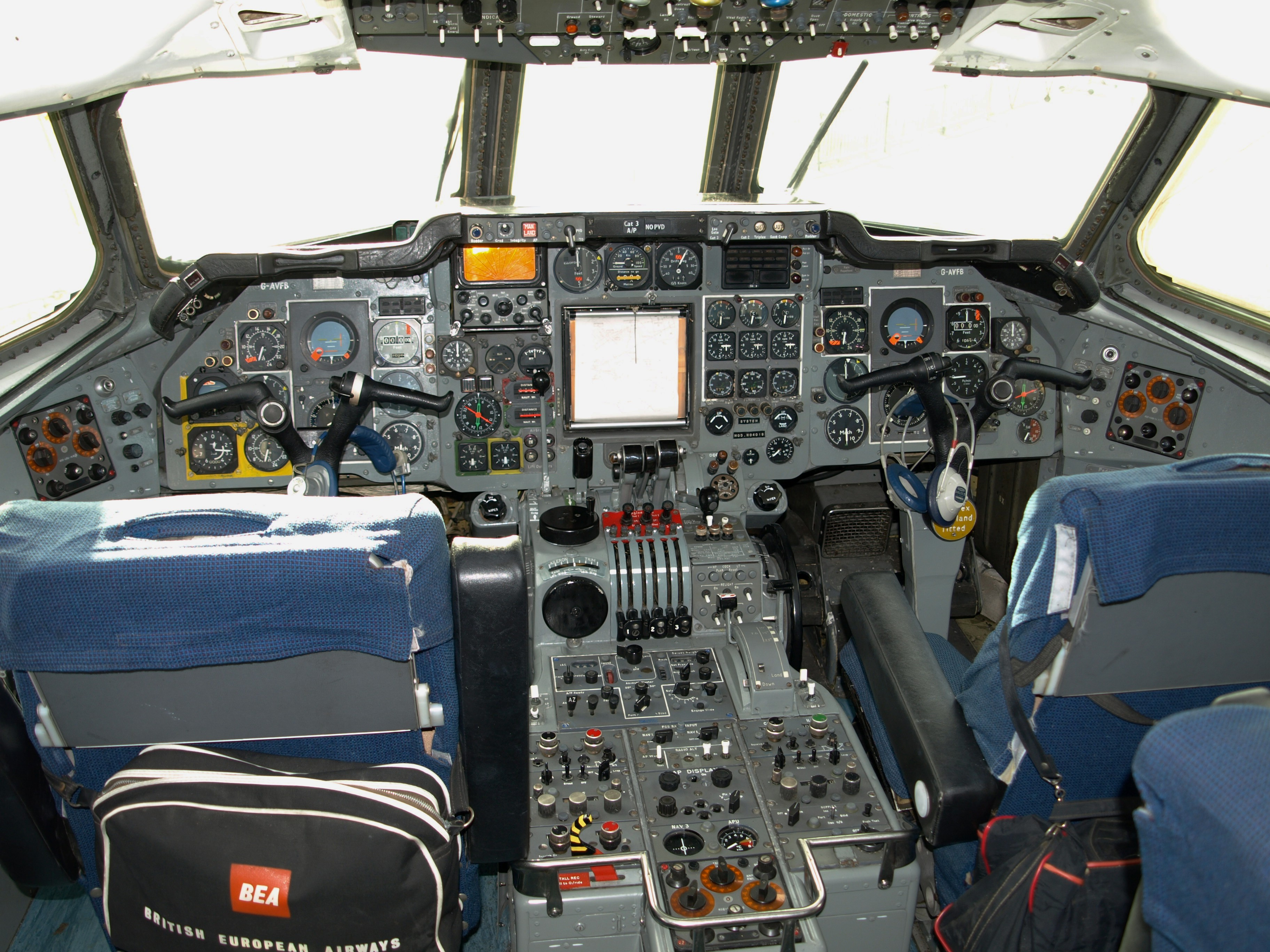
Кабіна Trident 2E: на штурвалах — помаранчеві таблички «Triplex autoland fitted» (система автоматичної посадки), в центрі — рухома карта

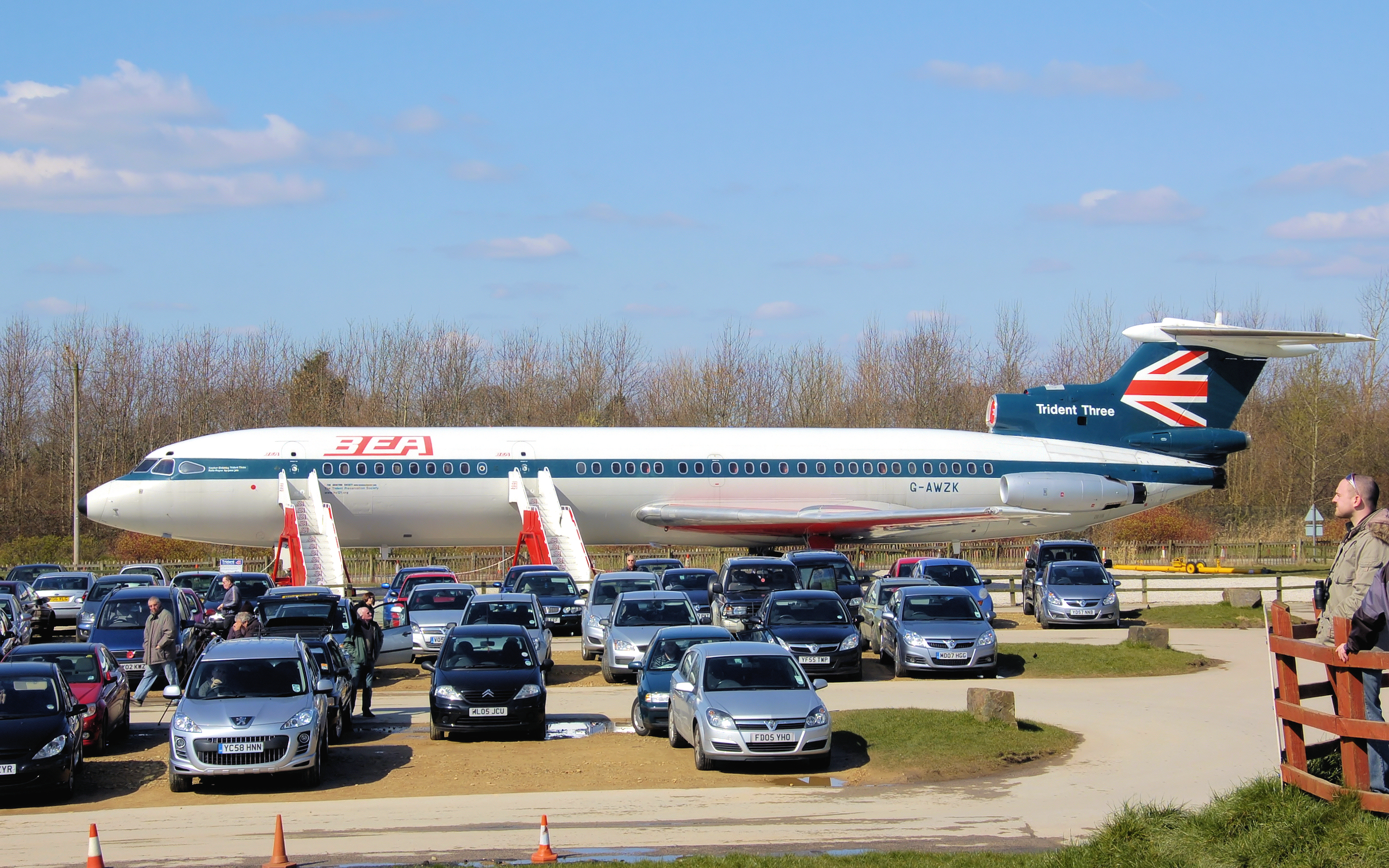
Trident 3B (G-AWZK).

Літак був одним з найшвидших дозвукових авіалайнерів, регулярно виконуючи рейси з крейсерською швидкістю 965 км/год. Допустима швидкість зниження в штатних умовах була встановлена в 23 м/с; за необхідності аварійного зниження малася рідкісна для комерційних літаків можливість включати реверс тяги в повітрі (модель 1С) — та використовувати реверс (на повній його потужності) аж до торкання та повної зупинки літака на смузі, що значно скорочувало пробіг.
Приладове обладнання літака було вельми досконалим для свого часу і включало в себе систему автоматичної («сліпої») посадки. Система володіла можливістю автоматичного керування літаком на всіх стадіях посадки (підхід до ЗПС, вирівнювання, торкання, відхід зі смуги на руліжну доріжку). Перша посадка в такому режимі була виконана 10 червня 1965, а перша така посадка в умовах нульової видимості на регулярному пасажирському рейсі — 4 листопада 1966.
Можливість сліпої посадки була особливо важлива у Великій Британії, де в аеропортах часті тумани. З появою літаків «Trident» аеропорти, обладнані системою ILS, отримали можливість приймати ці літаки незалежно від видимості в аеропорту.
Серед інших нововведень в приладовому обладнанні, на літаку (в кабіні пілотів) була встановлена рухома карта, на якій відображалася траса польоту та поточне положення літака (обчислюване з даних курсу польоту та показань доплеровської навігаційної системи).

## Експлуатація

### Цивільні експлуатанти
Шрі-Ланка (Цейлон)
- Air Ceylon

 КНР
- Civil Aviation Administration of China (CAAC)

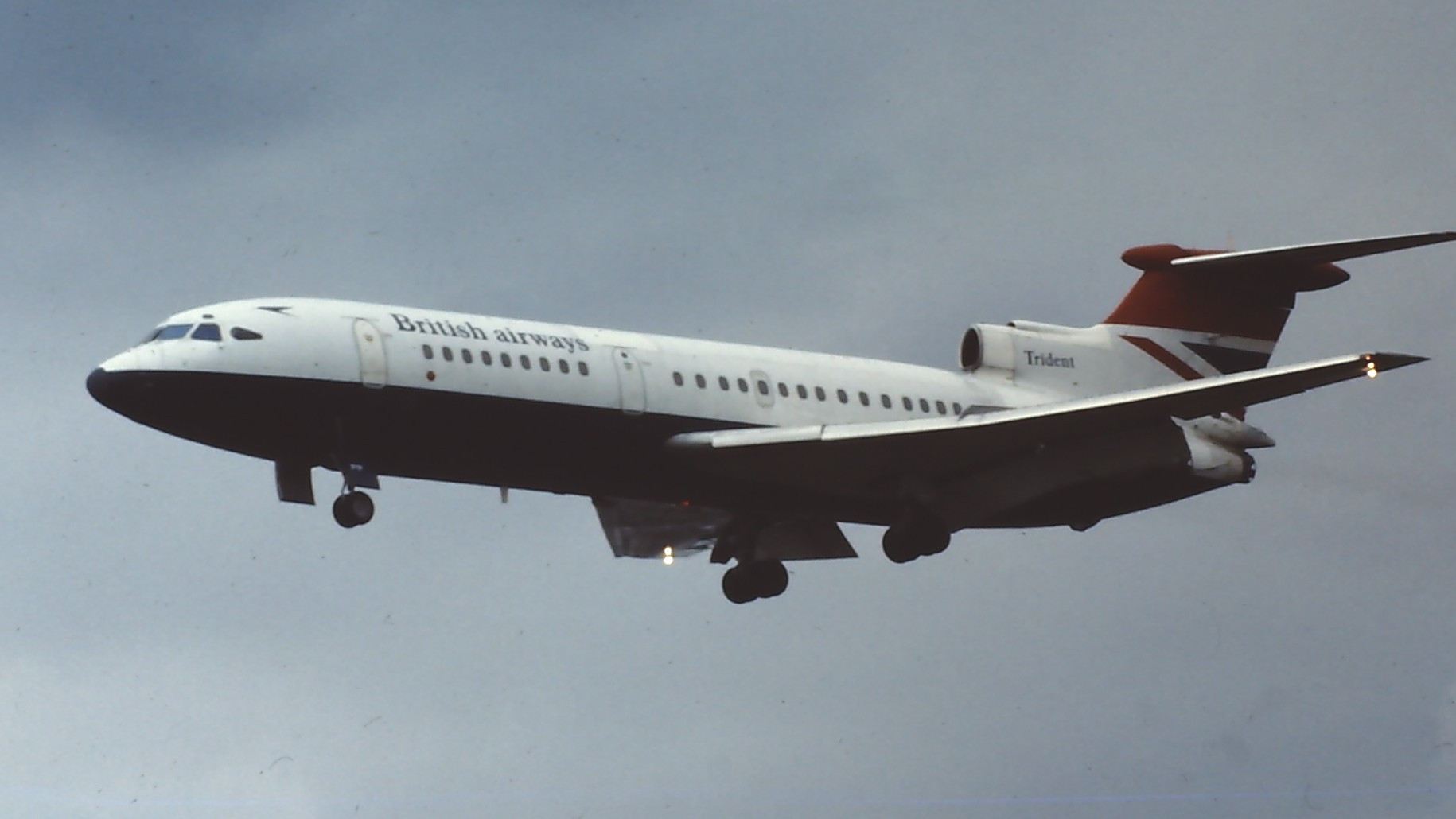
British Airways Trident, 1980-ті

- China United Airlines

 Кіпр
- Cyprus Airways

 Ірак
- Iraqi Airways

 Кувейт
- Kuwait Airways

 Пакистан
- Pakistan International Airlines

UK
- BKS/Northeast Airlines (UK)
- British Airways
- British European Airways
- Channel Airways

 Заїр
- Air Charter Service of Zaire

### Військові експлуатанти
КНР
- People's Liberation Army Air Force

 Пакистан
- Pakistan Air Force

## Основні виробничі серії
Trident 1C — перша серія для British European Airways, побудовано 24;
Trident 1E — модель із збільшеною пасажиромісткістю, поліпшеними двигунами, були встановлені предкрилки. Побудовано 15;
Trident 2E — аналогічна моделі 1Е, із встановленою системою автоматичної посадки Triplex, побудовано 50;
Trident 3B — подовжений варіант 2Е, із збільшеною пасажиромісткістю до 180 пасажирів, з додатковим двигуном 1 RB.162, побудовано 26;
Super Trident 3B — із збільшеною на 692 км дальністю, побудовано 2

## Льотно-технічні характеристики (модифікація 2Е)
- Екіпаж: 3
- Пасажиромісткість: 115
- Довжина: 35 м
- Розмах крил 28,9 м
- Висота: 8,3 м
- Маса порожнього: 33 475 кг
- Максимальна злітна маса: 64 636 кг
- Силова установка: 3 × Rolls-Royce RB.163-25 Spey 512, тяга 53,1 Кн кожний
- Крейсерська швидкість: 959 км/год
- Дальність: 4345 км
- Практична стеля: до 11 000 м.